# Vagão de frenagem

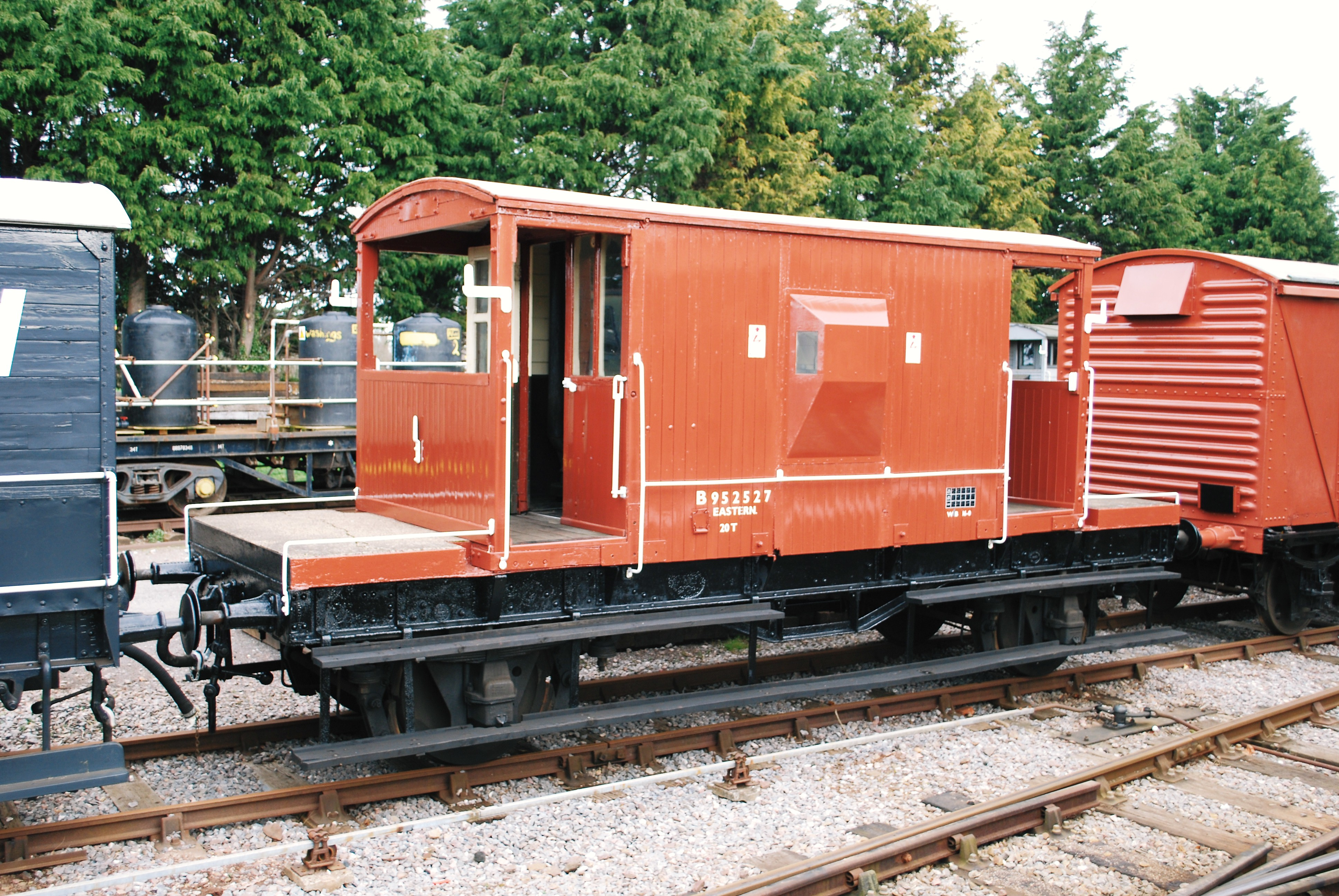
Típico vagão de frenagem de origem inglesa.

Vagão de frenagem (do inglês brake van ou caboose) é o último vagão dos trens a vapor, ainda existente em vários comboios atuais de uma locomotiva, porém ausente nos trens de duas cabeças pelo fato de as locomotivas já servirem de frenagem uma à outra.
É muito comum os vagões de frenagem serem simétricos para se adaptarem ao próximo vagão através de ambos os lados (não precisando manobrar-se para isto).
Até o século retrasado (XIX) era comum um funcionário tomar conta do vagão de frenagem, tanto para acionar o freio após ouvir o apito indicativo do maquinista, quanto para vigiar o comboio (observar se não há ninguém entrando no trem sem autorização ou pegando "carona", sobreaquecimento dos mancais dos eixos, cargas e outros equipamentos soltos). Outros usos feitos pela tripulação do trem incluíam o uso como escritório para revisão e preenchimento de documentação por parte do condutor (documentação esta que orientava a tripulação a respeito de quais os locais para onde devem ser remetidos os vagões carregados, bem como locais de onde deveriam ser recolhidos vagões ou então documentos que davam ao trem autoridade para utilizar a linha), alojamento nas viagens mais longas e transporte de ferramentas necessárias para pequenos reparos. O Vagão de frenagem também carregava as marcações de final de trem. 

### Multimídia
- «CBC Radio Archives». Talking about the end of the caboose in Canada (1989)